# Deyverson
Deyverson (* 8. Mai 1991 in Santa Margarida, Minas Gerais; eigentlich Deyverson Brum Silva Acosta) ist ein brasilianischer Fußballspieler. Der Stürmer steht bei Fortaleza FC unter Vertrag.

## Karriere
Deyverson begann in Mangaratiba im Bundesstaat Rio de Janeiro beim ortsansässigen Grêmio Mangaratibense mit dem Fußballspielen und wurde zur Saison 2012/13 von Benfica Lissabon verpflichtet. Für dessen zweite Mannschaft debütierte er am 19. September 2012 (6. Spieltag) beim 2:2 im Heimspiel gegen CD Tondela in der Segunda Liga. Sein erstes Tor erzielte er in seinem zweiten Ligaspiel am 10. November 2012 (13. Spieltag) im Auswärtsspiel gegen UD Oliveirense mit dem Siegtreffer zum 2:1 in der 79. Minute. Zur Saison 2013/14 wechselte er zum Ligakonkurrenten Belenenses Lissabon, für den er am 18. August 2013 bei der 0:3-Niederlage im Heimspiel gegen den Rio Ave FC erstmals zum Einsatz kam. In der Saison 2014/15 entwickelte er sich zu einem torgefährlichen Angreifer und erzielte in 16 Spielen der Hinrunde acht Tore.
Anfang Februar 2015 wurde Deyverson bis Saisonende an den deutschen Bundesligisten 1. FC Köln verliehen. Sein Bundesligadebüt gab er am 14. Februar 2015 (21. Spieltag) bei der 0:1-Niederlage im Auswärtsspiel im Rheinischen Derby gegen Borussia Mönchengladbach, als er für Yūya Ōsako in der 77. Minute eingewechselt wurde. Sein erstes Pflichtspieltor für den 1. FC Köln erzielte er am 3. März 2015 bei der 1:2-Auswärtsniederlage im Achtelfinale des DFB-Pokals gegen den SC Freiburg. Sein erstes Bundesligator erzielte er am 8. März 2015 (24. Spieltag) beim 4:2-Sieg im Heimspiel gegen Eintracht Frankfurt mit dem Treffer zum 1:0 in der 28. Minute. Am Ende der Saison wurde eine vereinbarte Kaufoption nicht genutzt und Deyverson ging zurück nach Portugal.
Zur Saison 2015/16 wechselte Deyverson zu UD Levante in die Primera División. In der Spielzeit erzielte er neun Tore in 33 Ligaspielen. Zur Saison 2016/17 wurde er für ein Jahr an den Ligakonkurrenten Deportivo Alavés verliehen. Nach seiner Rückkehr schloss er sich dem brasilianischen Verein SE Palmeiras an, mit dem er in der Série A 2018 brasilianischer Meister wurde. Im Januar 2020 wurde Deyverson bis Saisonende an den FC Getafe verliehen. Danach kehrte er nicht zu Palmeiras zurück, sondern wurde wieder von Deportivo Alavés ausgeliehen. Nach Ende der Saison kehrte Deyverson zu Palmeiras zurück. Mit dem Klub konnte am 27. November 2021 die Copa Libertadores 2021 gegen den CR Flamengo gewinnen.
2022 wechselte Deyverson Cuiabá EC, wo er bis 2024 blieb. Kurz nach Beginn der Série A 2024 ging der Spieler zum Ligakonkurrenten Atlético Mineiro. Ein Jahr später wechselte er erneut zum Fortaleza EC in die Série A 2025. Der Kontrakt erhielt eine Laufzeit bis Jahresende 2027.

## Erfolge
Palmeiras São Paulo
- Campeonato Brasileiro de Futebol: 2018
- Copa Libertadores: 2021
- Recopa Sudamericana: 2022
- Staatsmeisterschaft von São Paulo: 2022

Cuiabá
- Staatsmeisterschaft von Mato Grosso: 2023, 2024

Atlético Mineiro
- Staatsmeisterschaft von Minas Gerais: 2025